# خسوس رویان
خسوس رویان (اسپانیایی: Jesús Rollán‎; ۴ آوریل ۱۹۶۸ – ۱۱ مارس ۲۰۰۶) بازیکن واترپلو اهل اسپانیا بود.
وی در مسابقات کشوری و بین‌المللی در مجموع برندهٔ ۳ مدال طلا، ۱ مدال نقره، ۱ مدال برنز شده‌است.